# Файфер, Силвия
Силвия Эскобар Файфер (порт. Sílvia Escobar Pfeifer; род. 24 февраля 1958, Порту-Алегри) — бразильская актриса, топ-модель (рост 180 см).

## Биография
Родилась на юге Бразилии, в городе на берегу Атлантического океана. В 14 лет, не окончив школу, переезжает в Рио-де-Жанейро. Там, обладая эффектными внешними данными, попадает в модельный бизнес. Модные дома Коко Шанель, Джорджио Армани и К. Диор приглашают длинноногую бразильскую манекенщицу. Но на каком-то этапе Силвия принимает решение уйти из модельного бизнеса. Она берёт уроки театрального искусства и через два года снимается в первом фильме.
С 1982 по 2020 год, Силвия Файфер была замужем за бизнесменом Нельсоном Шаммой Фильу и имеет двоих детей Николаша и Эмануэлу.

## Роли в кино
В 1990 году она одновременно снимается в мини-сериале «Скудная жизнь» и играет роль в 173-серийной теленовелле «Моя любовь, моя печаль» (Исадора Вентурини). В 1993 году ей предложили главную роль томной красавицы Летисии в телесериале «Тропиканка». Затем снимается в сериале «Роковое наследство» (1996, Лея Медзенга, портал imdb.com ошибочно назвал её Лея Бердинацци, что в корне неверно, так как по сюжету это лишь девичья фамилия матери её мужа — Бруно Медзенга), полюбившийся актрисе. В сериале «Вавилонская башня» она играет лесбиянку Лейлу Сампайу, что вызвало некоторый шок у рекламодателей, испугавшихся бойкота части консервативно настроенных граждан. В конце 1999 года актриса снимается в сериале «Уга Уга», где играет яркую, интересную роль Витории. После выхода на экраны эта теленовелла прочно занимала первое место в рейтинге бразильских фильмов. Популярный в России телесериал «Клон» (2001) известен в том числе ролью Синиры, которую играет эта актриса.

## Избранная фильмография
| Год  |   | Русское название | Оригинальное название | Роль   |
| ---- | - | ---------------- | --------------------- | ------ |
| 2001 | с | Клон             | O Clone               | Синира |